# Rafael Landívar
Rafael Landívar (Santiago de los Caballeros, Guatemala, 27 de outubro de 1731 - Bolonha, Itália, 27 de setembro de 1793) foi um poeta guatemalteco.

## Formação
Seus pais eram nobres ricos. Iniciou sua formação acadêmica com onze anos de idade no Colegio Mayor Universitario de San Borja, na mesma cidade onde nasceu, que também era um seminário jesuíta. Em 1744 se matriculou na Real Pontificia Universidad de San Carlos. Foi graduado com o diploma de bacharel em filosofia em 1746, quando ainda não tinha completado quinze anos de idade. Pouco mais de um ano depois, em maio de 1747, obteve a licenciatura e o mestrado em filosofia, sem ainda ter completado os quinze anos.

## Landívar na Companhia de Jesus
Em 1749, mudou-se para o México para entrar na ordem religiosa da Companhia de Jesus e foi ordenado sacerdote em 1755. Retornando à Guatemala, atuou como reitor do citado colégio San Borja.
Em 1767, devido à supressão da Companhia de Jesus por parte de Carlos III da Espanha, foi banido das terras americanas e, junto com todos os seus companheiros da ordem, viajaram para a Europa, se instalando na cidade de Bolonha, Itália.
Na Itália, Landívar publicou seu livro "Rusticatio Mexicana" (sobre os campos do México), em latim, bem como sua "oração fúnebre", na ocasião da morte do bispo Figueredo y Victoria, benfeitor da Companhia de Jesus. O trabalho foi tão bem sucedido em sua primeira edição, publicada em Módena, em 1781, que foi publicada uma segunda edição, em 1782, desta vez em Bolonha, composta por 15 livros e um apêndice, com um total de 5.348 versos.

## Morte
Rafael Landívar morreu em 27 de setembro de 1793, em Bolonha, onde foi enterrado, na igreja de Santa María delle Muratelle. Em 1950, seus restos mortais foram encontrados e repatriados para a Antigua Guatemala.

## Obra
Algumas de suas obras são:
- A la capital de Guatemala.
- Rusticatio Mexicana.
- Pelea de gallos.
- Oração Fúnebre.